# .gf
.gf je vrhovna internetska domena (country code top-level domain - ccTLD) za Francusku Gijanu. Domenom upravlja Net Plus.

## Vanjske poveznice
- IANA .gf whois informacija  Arhivirana inačica izvorne stranice od 26. listopada 2007. (Wayback Machine)